# 国家核安全局
国家核安全局，简称核安全局，是负责核安全和辐射安全的国务院部委管理的国家局，由生态环境部对外保留牌子。
国家核安全局主要负责全国核安全和辐射安全的监督管理。拟定核安全、辐射安全、电磁辐射、辐射环境保护、核与辐射事故应急有关的政策、规划、法律、行政法规、部门规章、制度、标准和规范，并组织实施。

## 历史
1984年10月，国家核安全局成立，为独立法人机构，由当时的国家科委代管，国家科委副主任任国家核安全局局长。1988年8月13日《国务院关于国务院机构设置的通知》中规定：国家核安全局是司局级的部委归口管理的国家局，由国家科学技术委员会归口管理。
1998年机构改革，国家核安全局并入国家环境保护总局，由国家环境保护总局核安全与辐射环境管理司（国家核安全局）负责全国的核安全与辐射安全监管。
2003年，国务院印发《关于机构设置的通知》，国家环保总局对外保留国家核安全局的牌子，国家环保总局副局长任国家核安全局局长。
2008年3月，国家环保总局升格为环境保护部，对外保留国家核安全局牌子，环境保护部副部长任国家核安全局局长。2018年环境保护部撤销，新成立的生态环境部对外保留国家核安全局牌子。

## 职责
根据有关规定，国家核安全局承担下列职能：
1. 负责核设施核安全、辐射安全及辐射环境保护工作的统一监督管理；
2. 负责核安全设备的许可、设计、制造、安装和无损检验活动的监督管理，负责进口核安全设备的安全检验；
3. 负责核材料管制与实物保护的监督管理；
4. 负责核技术利用项目、铀（钍）矿和伴生放射性矿的辐射安全和辐射环境保护工作的监督管理。负责辐射防护工作；
5. 负责放射性废物处理、处置的安全和辐射环境保护工作的监督管理。负责放射性污染防治的监督检查；
6. 负责放射性物品运输安全的监督管理；
7. 负责输变电设施及线路、信号台站等电磁辐射装置和电磁辐射环境的监督管理；
8. 负责部核与辐射应急响应和调查处理。参与核与辐射恐怖事件的防范与处置工作；
9. 负责反应堆操纵人员、核设备特种工艺人员等人员资质管理；
10. 组织开展辐射环境监测和核设施、重点辐射源的监督性监测；
11. 负责核与辐射安全相关国际公约的国内履约；
12. 指导核与辐射安全监督站相关业务工作。

## 机构设置
根据《生态环境部职能配置、内设机构和人员编制规定》，生态环境部核设施安全监管司、核电安全监管司、辐射源安全监管司既是生态环境部的内设机构，也是国家核安全局的内设机构。国家核安全局设置下列机构：

### 内设机构
- 生态环境部核设施安全监管司（国家核安全局核与辐射安全监管一司）
- 生态环境部核电安全监管司（国家核安全局核与辐射安全监管二司）
- 生态环境部辐射源安全监管司（国家核安全局核与辐射安全监管三司）

### 派出机构
- 生态环境部华北核与辐射安全监督站
- 生态环境部华东核与辐射安全监督站
- 生态环境部华南核与辐射安全监督站
- 生态环境部西南核与辐射安全监督站
- 生态环境部西北核与辐射安全监督站
- 生态环境部东北核与辐射安全监督站

### 直属事业单位
- 生态环境部核与辐射安全中心
- 生态环境部辐射环境监测技术中心

## 历任领导
局长
1. 姜圣阶（1984年10月－1988年12月）
2. 周　平（1988年12月－1993年5月）
3. 趙成昆（1993年5月－2004年5月）
4. 王玉庆（2004年5月－2007年1月）
5. 李干杰（2007年1月－2016年11月）
6. 刘　华（2016年12月－2021年2月）
7. 叶　民（2021年2月－2022年10月）
8. 董保同（2022年10月－，生态环境部副部长兼）